# Saint-Vulbas
Saint-Vulbas település Franciaországban, Ain megyében. Lakosainak száma 1229 fő (2022. január 1.). Saint-Vulbas Blyes, Lagnieu, Loyettes, Saint-Jean-de-Niost, Sainte-Julie, La Balme-les-Grottes, Hières-sur-Amby, Vernas és Chazey-sur-Ain községekkel határos.

## Népesség
A település népessége az elmúlt években az alábbi módon változott:
| Lakosok száma | 370  | 464  | 710  | 870  | 1068 | 1194 | 1286 | 1246 | 1247 | 1229 |
|               | 1968 | 1982 | 1990 | 2006 | 2013 | 2015 | 2017 | 2019 | 2020 | 2022 |